# Cuộc đột kích Los Baños
Cuộc đột kích Los Baños là một chiến dịch giải cứu con tin ở Philippines, vào buổi sáng thứ sau ngày 23 tháng 2 năm 1945, được thực hiện bởi lực lượng phối hợp giữa Sư đoàn Không vận số 11 Hoa Kỳ và lực lược đặc nhiệm thuộc quân du kích Philippines. Kết thúc chiến dịch quân Đồng Minh đã giải cứu được 2.147 dân thường và tù binh chiến tranh của Đồng Minh từ khuôn viên một trường nông nghiệp được trưng dụng làm trại tập trung của Đế quốc Nhật Bản. Đây được xem là một trong những chiến dịch giải cứu con tin thành công nhất trong lịch sử quân sự hiện đại và là chiến dịch thành công liên tiếp thứ hai của lực lượng phối hợp giữa Hoa Kỳ và Philippines chỉ trong vòng 1 tháng, sau cuộc đột kích tại Cabanatuan trên đảo Luzon vào ngày 30 tháng 1, vốn đã giải thoát 512 tù nhân chiến tranh của Đồng Minh.

## Bối cảnh
Kể từ cuộc đổ bộ của Tập đoàn quân số 5 Hoa Kỳ lên vịnh Lingayen và của Tập đoàn quân số 8 Hoa Kỳ tại Nasugbu, Batangas vào ngày 9 tháng 1 năm 1945 và 31 tháng 1 năm 1945 diễn ra độc lập, nhằm chiếm lấy Luzon, Lục quân Đế quốc Nhật Bản đang đần bị đẩy lui và ngày càng trở nên rời rạc. Các tin tức ban đầu của chiến dịch được đưa đến các chỉ huy Đồng Minh rằng quân Nhật đang giết chóc các thường dân vô tội và tù nhân chiến tranh trong khi thoái lui.
Tướng Douglas MacArthur đặc biệt quan tâm đến tình cảnh hàng ngàn tù nhân bị giam giữ trong nhiều trại tập trung trên đảo Luzon, kể từ những ngày đầu của Chiến tranh Thái Bình Dương. Điều bận tâm chính là khi quân Hoa Kỳ càng tiến sát đến những trại này bao nhiêu, nguy cơ họ bị giết càng lớn. Ngay lập tức, một số cuộc đột kích táo bạo được thực hiện để giải cứu tù binh, bao gồm các chiến dịch tại Cabanatuan và tại Đại học Santo Tomas và đỉnh cao là Nhà tù Bilibid ở Manila.

### Cuộc sống trong các trại tập trung
Tại Los Baños, Laguna, trong khuôn viên Trường Đại học Nông nghiệp và Lâm nghiệp Philippines, hiện tại là Đại học Philippines tại Los Baños, có diện tích là 60 mẫu Anh trở thành trại tập trung tù binh chiến tranh và dân thường, nằm giữa chân Núi Makiling và bờ biển phía bắc củ Los Baños quay về phía hồ Laguna. Tòa nhà chính trong trại nằm bên trong Baker Hall, vốn là một sân tập thể dục nơi phần lớn những  tù nhân bị giam giữ từ năm 1942.